# شائول موفاز
شائول موفاز (به عبری: שאול מופז)(زاده ۴ نوامبر ۱۹۴۸)، جانشین و معاون سابق نخست‌وزیر اسرائیل، وزیر سابق دفاع، وزیر سابق راه و ترابری و همچنین رئیس سابق ستاد مشترک کل ارتش اسرائیل است. او اولین یهودی ایرانی‌تبار در تاریخ غرب آسیا است که به چندین مقام سیاسی و امنیتی رسیده است.

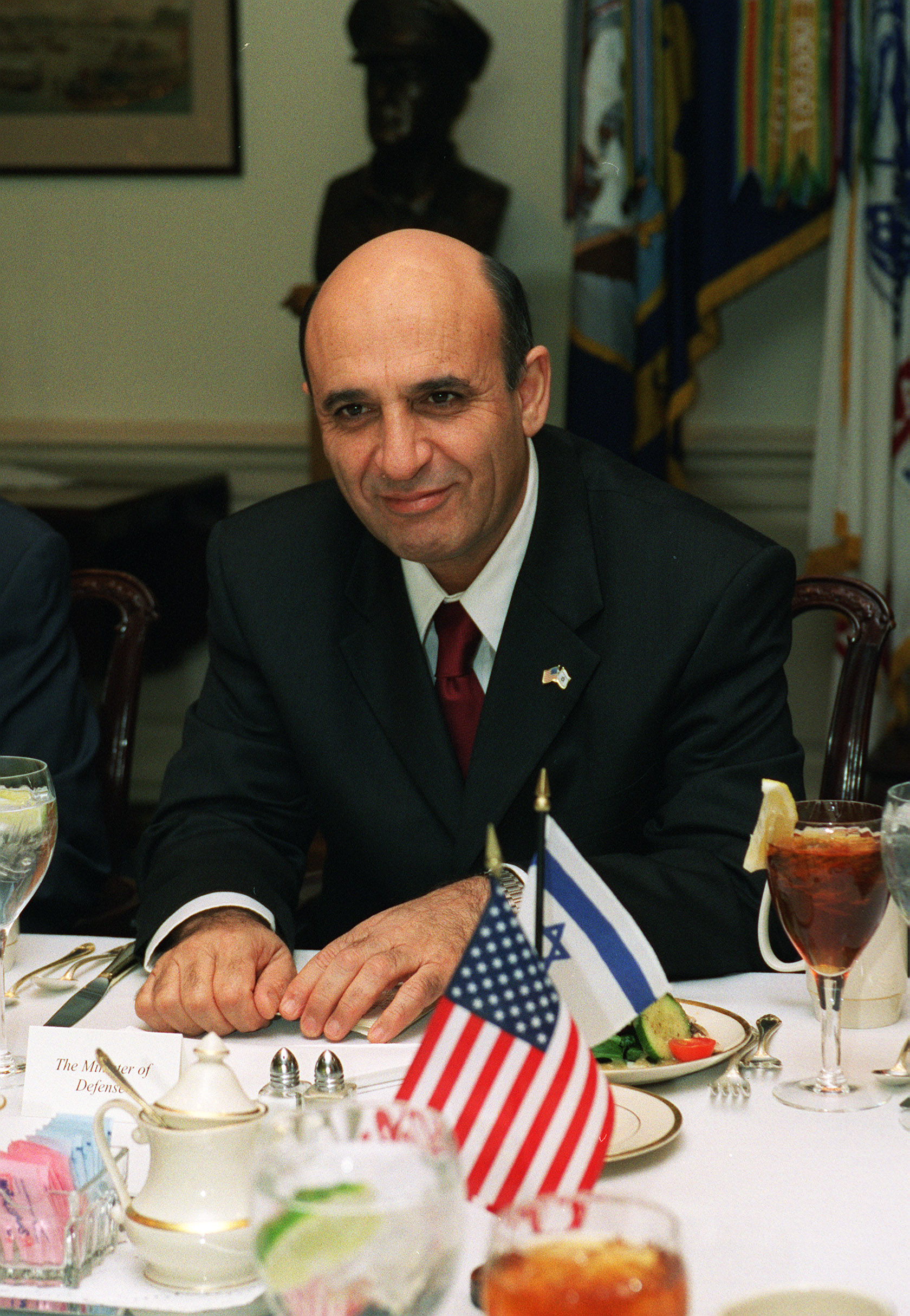
دیدار شائول موفاز در پست وزیر دفاع اسرائیل با وزیر دفاع آمریکا دونالد اچ. رامسفلد در پنتاگون ۱۷ دسامبر ۲۰۰۲

## زندگی‌نامه
او متولد تهران است و اصالتی گیلانی دارد. به گزارش تارنمای فارسی وزارت امور خارجه اسرائیل، نام سابق وی در ایران «شهرام مُفَضَّض‌کار» بوده است. مادر او در «مدرسه کوروش» رشت تحصیلات ابتدایی خود را گذراند. وی در سال ۱۹۵۷ به همراه خانواده‌اش به اسرائیل مهاجرت کرد و پس از فارغ‌التحصیلی از دبیرستان در سال ۱۹۶۶ میلادی به عضویت در نیروهای دفاعی اسرائیل پیوست. وی به عضویت تیپ کماندویی سایرت متکل که یکی از مهم‌ترین تیپ‌های کماندویی ارتش اسرائیل است، در جنگ شش روزه، جنگ یوم کیپور، جنگ ۱۹۸۲ لبنان و عملیات انتبی شرکت داشت و در این سال‌ها مراتب پیشرفت را می‌پیمود.
وی پس از پایان جنگ لبنان، تحصیلات عالی نظامی را در دانشگاه نظامی در آمریکا ادامه داد، پس از بازگشت به اسرائیل به فرماندهی تیپ کماندویی در سال ۱۹۸۶ میلادی برگزیده شد. وی در سال ۱۹۸۸ به درجه نظامی سرتیپی ارتقا یافت و در سال ۱۹۹۳ به فرماندهی کل نیروهای دفاعی اسرائیل در کرانه باختری برگزیده شد و به دلایل موفقیت در برخورد با گروه‌های نظامی فلسطینی به مقام سر لشکری در سال ۱۹۹۴ ارتقاء درجه یافت و به فرماندهی جبهه جنوب ارتش اسرائیل منصوب شد. وی در سال ۱۹۹۷ به مقام قائم مقامی ستاد کل مشترک ارتش اسرائیل رسید و نهایتاً یک سال بعد به فرماندهی کل ستاد مشترک ارتش اسرائیل منصوب گردید.

## مقامات

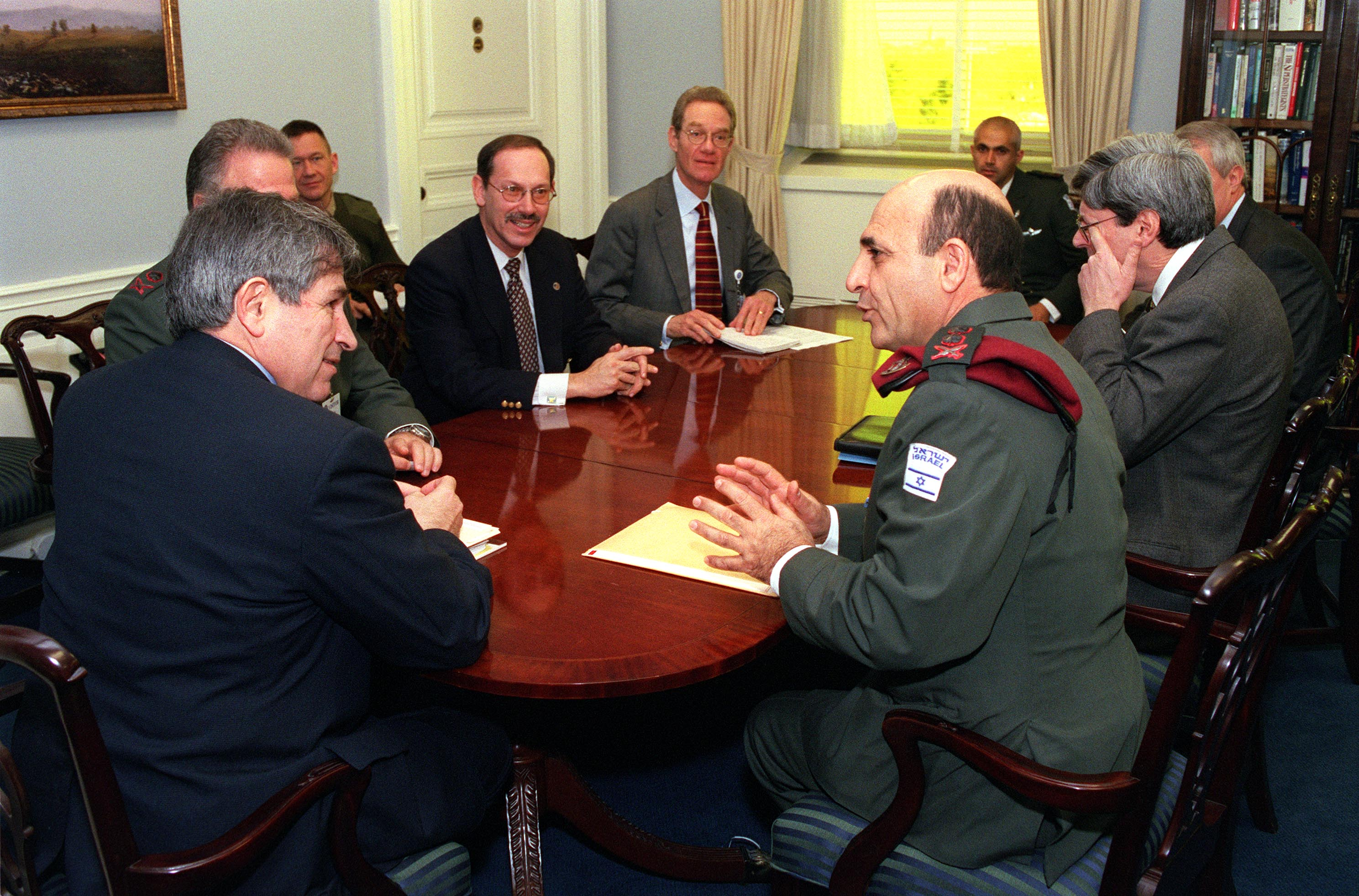
ارتشبد شائول موفاز، رئیس کل ستاد مشترک ارتش اسرائیل در دیدار با پل ولفوویتز، جانشین کل وزارت دفاع آمریکا و دیگر مقامات بلندپایه نظامی دو کشور در پنتاگون

- وزیر دفاع اسرائیل
- رئیس ستاد مشترک کل ارتش اسرائیل
- معاون نخست‌وزیر اسرائیل
- جانشین نخست‌وزیر اسرائیل
- وزیر راه و ترابری اسرائیل

## بنیاد مالی اعتادیم
وی در دورانی که ریاست ستاد کل ارتش اسرائیل را به عهده داشت، با برپائی یک بنیاد مالی با نام اعتادیم (עתידים) برای اعطای بورس تحصیلی به سربازانی که می‌خواستند پس از پایان دوران خدمت وظیفه وارد دانشگاه شوند، توانست با مبالغی که از جانب نیکوکاران یهودی از سراسر دنیا گرد آمده بود، به صدها دانشجوی جوان ایرانی بورس تحصیلی اعطا کند. هم‌اکنون بیش از هشتصد دانشجوی ایرانی‌زاده فقط یهودی، مخارج تحصیل دانشگاه خود را از این بنیاد تهیه می‌کنند.